# Liste geteilter Inseln
Die Mehrzahl aller Inseln gehört jeweils zum Staatsgebiet eines einzelnen Staates oder ist jeweils selbst ein Staat. Inseln, auf denen internationale politische Grenzen verlaufen, sind eine seltene Ausnahme, über die diese Liste geteilter Inseln einen Überblick gibt.

## International anerkannte Grenzen

### Gegenwärtig (Auswahl)
| Inselname                                       | Politische Zugehörigkeit         | Inseltyp               | Größe in km² | Einwohner             | derz. Grenzen seit |
| ----------------------------------------------- | -------------------------------- | ---------------------- | ------------ | --------------------- | ------------------ |
| Neuguinea                                       | Indonesien Papua-Neuguinea       | Meeresinsel            | 786.000      | 7.100.000             | 1949               |
| Borneo                                          | Brunei Indonesien Malaysia       | Meeresinsel            | 743.122      | 16.000.000            | 1963               |
| Irland                                          | Irland Vereinigtes Königreich    | Meeresinsel            | 84.421       | 5.600.000             | 1921               |
| Hispaniola                                      | Dominikanische Republik Haiti    | Meeresinsel            | 74.700       | 21.679.000            | 1808               |
| Feuerland                                       | Argentinien Chile                | Meeresinsel            | 47.992       | 200.000               | 1881               |
| Timor                                           | Indonesien Osttimor              | Meeresinsel            | 33.850       | 2.900.000             | 2002               |
| Corocoro                                        | Guyana Venezuela                 | Flussinsel/Meeresinsel | 690          | 0 (Naturschutzgebiet) | 1899               |
| Pulau Sebatik                                   | Indonesien Malaysia              | Meeresinsel            | 452          | 20.000                | 1891               |
| Usedom                                          | Deutschland Polen                | Meeresinsel            | 445          | 76.500                | 1945/50/89 a       |
| Heixiazi Dao/ Bolschoi Ussurijski               | Volksrepublik China Russland     | Flussinsel             | 350          | ?                     | 2008               |
| Saint-Martin/Sint Maarten                       | Frankreich Niederlande           | Meeresinsel            | 93           | 68.400                | 1648               |
| Abagaitu Zhouzhu/ Bolschoi Ostrow               | Volksrepublik China Russland     | Flussinsel             | 57,56        | 0                     | 2008               |
| Isla Martín García und Isla Timoteo Domínguez b | Argentinien Uruguay              | Flussinsel             |              | 200                   | 1973               |
| Hans-Insel                                      | Kanada Dänemark                  | Meeresinsel            | 1,25         | 0                     | 2022               |
| Kataja c                                        | Finnland Schweden                | Meeresinsel            | 0,71         | 0                     | 1809               |
| Passport Island d                               | Bahrain Saudi-Arabien            | künstl. Meeresinsel    | 0,66         | 0                     | 1986 (ca.)         |
| Île de la Province                              | Kanada Vereinigte Staaten        | Seeinsel               | 0,31         | 0                     |                    |
| Trolløya/Trollön                                | Norwegen Schweden                | Seeinsel               | 0,11         | 0                     |                    |
| Hisøya/Hisön                                    | Norwegen Schweden                | Seeinsel               | 0,08         | 0                     |                    |
| Storøya/Storön (Utgardsjoen)                    | Norwegen Schweden                | Seeinsel               | 0,04         | 0                     |                    |
| Märket                                          | Finnland Schweden                | Meeresinsel            | 0,033        | 0                     | 1809/1985          |
| Koiluoto                                        | Finnland Russland                | Meeresinsel            | <0,033       | 0                     | 1945               |
| Insel in der Mosel (Schleuse Apach) e           | Deutschland Frankreich Luxemburg | Flussinsel             | 0,012        | 0                     | 1945?              |
| Kräutelstein                                    | Österreich Deutschland           | Flussinsel             | 0,00045      | 0                     | …                  |

### Historisch (Auswahl)
| Inselname                | Politische Zugehörigkeit     | Inseltyp                                   | Größe in km² | geteilt im Zeitraum |
| ------------------------ | ---------------------------- | ------------------------------------------ | ------------ | ------------------- |
| Großbritannien           | England Schottland           | Meeresinsel                                | 229.850      | bis 1707            |
| Sachalin                 | Russland / Sowjetunion Japan | Meeresinsel                                | 76.400       | 1905–1945           |
| Insel der Wiedergeburt a | Kasachstan Usbekistan        | Seeinsel, mittlerweile Teil des Festlandes | –            | 1991–2002           |
| Sylt                     | Dänemark Herzogtum Schleswig | Meeresinsel                                | 99,14        | 1261–1864           |
| Föhr                     | Dänemark Herzogtum Schleswig | Meeresinsel                                | 82,82        | 1261–1864           |
| Rømø                     | Dänemark Herzogtum Schleswig | Meeresinsel                                | 128,86       | 1261–1864           |
| Masira b                 | Oman Hadramaut               | Meeresinsel                                | 649          | 1856                |

## Umstrittene Grenzen
| Inselname | Politische Zugehörigkeit                                                                                          | Inseltyp    | Größe in km² | Einwohner  | derz. Grenzen seit |
| --------- | --- | ----------- | ------------ | ---------- | ------------------ |
| Kuba      | Kuba Vereinigte Staaten: Guantanamo Bay Naval Base a                                                              | Meeresinsel | 110.000      | 11.300.000 | 1903               |
| Zypern    | Republik Zypern Türkische Republik Nordzypern b UNO: UN-Pufferzone Vereinigtes Königreich: Akrotiri und Dekelia b | Meeresinsel | 9.251        | 1.000.000  | 1974 bzw. 1983     |

## Gemeinsam ausgeübte Souveränität (Kondominium)
| Inselname    | Politische Zugehörigkeit | Inseltyp   | Größe in km² | Kondominium seit |
| ------------ | ------------------------ | ---------- | ------------ | ---------------- |
| Fasaneninsel | Frankreich Spanien       | Flussinsel | 0,0068       | 1659             |